# 번시시
번시시(본계시, 중국어 간체자: 本溪市)는 중국 랴오닝성에 위치하는 지급시이다. 번시는 야금업의 중심지로 1915년에 세워졌다. 번시 강철은 시에서 가장 큰 기업이자 중국에서 4번째로 큰 철강 회사이다. 번시에서 두 번째 주요 산업은 석탄 채굴이다. 예전에 강철 생산과 석탄 채굴 때문에 번시의 오염은 심각했었다. 제철업과 광업의 침체로 번시의 오염은 심각한 수준은 아니다.
번시는 만족(満族)등 소수민족이 많이 거주하고 있다. 시의 동부의 환런 만족 자치현(桓仁満族自治県)는 고구려의 발상지가 있는 오녀산성이 있다.

## 지리
번시는 랴오닝 성 동부, 선양시 남동쪽에 위치한다. 시 면적의 80% 이상이 산지이며, 특히 시의 동부 환런 만족 자치현은 다양한 생태계를 자랑하는 산림을 이룬다. 번시 도심에서 성도 선양까지의 거리는 77km, 탄광 도시 푸순까지는 79km이다. 북쪽은 푸순 시, 북서쪽으로는 선양, 동쪽은 지린성 지안 시/ 퉁화 시, 남쪽은 단둥 시, 서쪽은 랴오양 시와 접하고있다.
시내에는 랴오허의 지류인 타이쯔허가 흐르고 있고, 시역 내에는 시 이름의 유래가 된 관광지 번시 호가 있다.

### 기후
냉대 대륙성 기후에 속하며, 여름은 덥고 겨울은 매우 춥다.
| 번시시의 기후                                                 | 번시시의 기후 | 번시시의 기후 | 번시시의 기후 | 번시시의 기후 | 번시시의 기후 | 번시시의 기후 | 번시시의 기후 | 번시시의 기후 | 번시시의 기후 | 번시시의 기후 | 번시시의 기후 | 번시시의 기후 | 번시시의 기후 |
| 월                                                            | 1월           | 2월           | 3월           | 4월           | 5월           | 6월           | 7월           | 8월           | 9월           | 10월          | 11월          | 12월          | 연간          |
| ------------------------------------------------------------- | ------------- | ------------- | ------------- | ------------- | ------------- | ------------- | ------------- | ------------- | ------------- | ------------- | ------------- | ------------- | ------------- |
| 역대 최고 기온 °C (°F)                                        | 7.2 (45.0)    | 14.8 (58.6)   | 20.0 (68.0)   | 29.1 (84.4)   | 33.2 (91.8)   | 37.5 (99.5)   | 36.9 (98.4)   | 36.0 (96.8)   | 33.5 (92.3)   | 29.4 (84.9)   | 19.8 (67.6)   | 11.9 (53.4)   | 37.5 (99.5)   |
| 일평균 최고 기온 °C (°F)                                      | −4.4 (24.1)   | 0.1 (32.2)    | 7.2 (45.0)    | 16.4 (61.5)   | 23.1 (73.6)   | 27.1 (80.8)   | 29.2 (84.6)   | 28.4 (83.1)   | 24.0 (75.2)   | 16.3 (61.3)   | 6.1 (43.0)    | −2.2 (28.0)   | 14.3 (57.7)   |
| 일일 평균 기온 °C (°F)                                        | −10.8 (12.6)  | −6.0 (21.2)   | 1.6 (34.9)    | 10.4 (50.7)   | 17.1 (62.8)   | 21.6 (70.9)   | 24.5 (76.1)   | 23.3 (73.9)   | 17.5 (63.5)   | 9.7 (49.5)    | 0.5 (32.9)    | −8.0 (17.6)   | 8.5 (47.2)    |
| 일평균 최저 기온 °C (°F)                                      | −16.0 (3.2)   | −11.2 (11.8)  | −3.4 (25.9)   | 4.7 (40.5)    | 11.2 (52.2)   | 16.5 (61.7)   | 20.4 (68.7)   | 19.2 (66.6)   | 12.5 (54.5)   | 4.4 (39.9)    | −4.0 (24.8)   | −12.6 (9.3)   | 3.5 (38.3)    |
| 역대 최저 기온 °C (°F)                                        | −34.5 (−30.1) | −27.7 (−17.9) | −18.5 (−1.3)  | −9.5 (14.9)   | −0.2 (31.6)   | 5.9 (42.6)    | 12.4 (54.3)   | 7.0 (44.6)    | −0.1 (31.8)   | −9.4 (15.1)   | −22.1 (−7.8)  | −27.2 (−17.0) | −34.5 (−30.1) |
| 평균 강수량 mm (인치)                                         | 8.0 (0.31)    | 11.6 (0.46)   | 18.6 (0.73)   | 42.6 (1.68)   | 67.0 (2.64)   | 109.5 (4.31)  | 179.4 (7.06)  | 193.6 (7.62)  | 59.0 (2.32)   | 50.2 (1.98)   | 31.1 (1.22)   | 13.1 (0.52)   | 783.7 (30.85) |
| 평균 강수일수 (≥ 0.1 mm)                                      | 4.7           | 4.8           | 6.0           | 7.4           | 9.5           | 12.4          | 13.6          | 12.4          | 7.8           | 7.2           | 6.9           | 5.7           | 98.4          |
| 평균 강설일수                                                 | 7.1           | 6.8           | 6.0           | 1.8           | 0             | 0             | 0             | 0             | 0             | 0.8           | 6.0           | 8.0           | 36.5          |
| 평균 상대 습도 (%)                                            | 63            | 57            | 52            | 48            | 55            | 66            | 75            | 78            | 72            | 65            | 63            | 65            | 63            |
| 평균 월간 일조시간                                            | 198.2         | 208.5         | 246.2         | 243.7         | 266.0         | 228.4         | 196.1         | 205.2         | 230.5         | 215.8         | 175.7         | 176.4         | 2,590.7       |
| 가능 일조율                                                   | 67            | 69            | 66            | 61            | 59            | 51            | 43            | 48            | 62            | 64            | 60            | 62            | 59            |
| 출처: 중국기상국 (평년값: 1991년~2020년, 극값: 1971년~2000년) |               |               |               |               |               |               |               |               |               |               |               |               |               |

## 역사
서쪽의 번시 시가지와 번시 현, 동쪽 환런 현은 역사를 달리한다.
번시 현은 전국시대에는 연나라의 요동군에 속했고, 동부의 환런 현은 그 지배권 너머였다. 진대, 삼국시대의 위나라와 서진시대에도 번시 시, 번시 현은 요동군 양평현에 속해 있었다.
전한의 무제의 동방 원정으로 환런 현은 한사군의 하나인 현도군에 편입되었다. 삼국사기에 따르면 주몽은 부여를 피해 기원전 37년에 환런 현에 있었다. 주몽은 졸본성(현재의 오녀산성)에 이르러 고구려를 건국했다.
이후 고구려는 세력을 강화해 남북조시대에서 당나라 때까지 번시 일대는 고구려에 정복되었다. 당나라가 고구려를 멸망시킨 후에는 안동도호부에 속했다. 하지만 발해가 번성하면서 환런 현은 발해의 영토가 되었다. 909년에 번시는 거란에 점령되었고 그 후 요나라 때 번시는 처음에는 동평군에 속했다. 요나라가 발해를 멸망시킨 후 이곳은 동란국이 되었고 이어 동경도로 개칭되어 번시는 동경도 요양부에, 환런은 동경도 녹주에 속했다. 이후 청나라시대까지 이 지역은 요양 등에 설치된 관청의 관할하에, 1906년 번시 현이 탄생하기까지 봉천부 요양주 등에 나누어 속해 있었다. 환런은 청나라 강희제 시대 이후 봉금지대가 되었지만, 19세기 후반부터 환런 현이 설치되어 그 일부가 되었다. 1914년, 중화민국은 번시 현과 환런 현을 펑톈 성의 관할하에 두었다.
번시가 사하회전 등의 전쟁터가 된 러일전쟁 후 일본은 남만주 철도와 주변의 철도 부속지의 이권을 러시아로부터 넘겨받아 만주 일대의 철도 개발 및 연선의 자원 개발을 진행했다. 만주사변과 만주국 건국 후 1939년에 번시후 시(本渓湖市)가 성립되었다.
일본의 패전 후 중국 공산당군이 점령해 번시 시를 설치했다. 중국 국민당군의 반격 후 다시 번시후 시가 되었다. 1948년 공산당이 번시를 다시 점령한 후 번시 시, 번시 현, 환런 현은 랴오둥 성이 관할하게 되었다. 중국 둥북부의 중요한 공업 기지로서, 번시는 둥베이의 다른 산업 도시들처럼 중화인민공화국 성립 후 1949년부터 동북인민정부 (1952년부터 동북 인민위원회)의 직속 도시가, 1953년에는 중앙 직할시가 되었으나, 1954년에 랴오닝 성에 통합되었다.

## 산업
번시는 제철의 도시이다. 번시 강철이 중심을 이루지만 현재는 노후화 된 상태이다. 번시 강철은 철광석과 석탄 수입 등 원료 조달의 효율화, 포항제철 등과의 합작에 의한 근대화에 대한 투자를 위해 100km 동쪽 부근에 위치한 안산 시의 안산 강철과 합병해, 중국 2위의 제철 기업인 안번 강철집단공사가 되었다. 철강 산업의 외에도 야금, 석유 화학, 방직, 의복, 발전 등의 산업이있다.
또한 옥수수와 야채의 재배, 양돈 등 농업 축산업 뿐만 아니라 산림 자원이 풍부하고 만주국 시대에 심은 인공림이 중화인민공화국 시대까지 이어져 품질 좋은 목재가 생산되고 임업 연구에도 사용되고 있다.

## 행정 구역

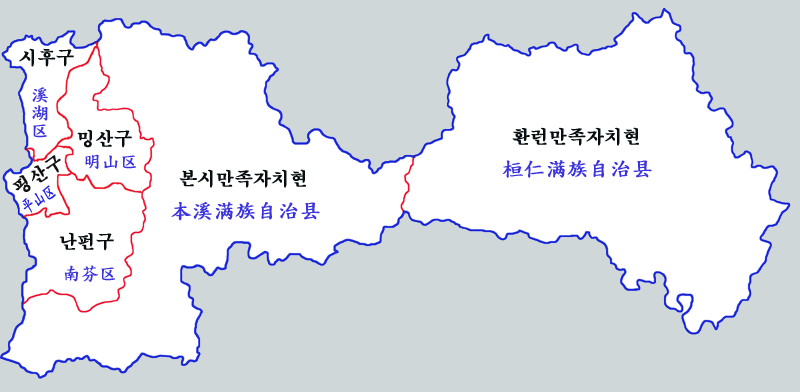
번시시 현급구역

번시는 4개 시할구, 2개의 만족 자치현을 관할한다.
시할구
- 난펀 구(南芬区)
- 밍산 구(明山区)
- 시후 구(溪湖区)
- 핑산 구(平山区)

자치현
- 번시 만족 자치현(本溪满族自治县)
- 환런 만족 자치현(桓仁满族自治县)

## 주민
| 민족이름              | 한족      | 만주족  | 후이족 | 조선족 | 몽골족 | 시버족 | 투자족 | 좡족 | 리족 | 먀오족 | 기타민족 |
| --------------------- | --------- | ------- | ------ | ------ | ------ | ------ | ------ | ---- | ---- | ------ | -------- |
| 인구 수               | 1,179,025 | 485,941 | 23,753 | 13,599 | 5,086  | 1,063  | 200    | 186  | 119  | 106    | 460      |
| 인구비율(%)           | 68.97     | 28.43   | 1.39   | 0.80   | 0.30   | 0.06   | 0.01   | 0.01 | 0.01 | 0.01   | 0.03     |
| 소수민족인구중비율(%) | ---       | 91.60   | 4.48   | 2.56   | 0.96   | 0.20   | 0.04   | 0.04 | 0.02 | 0.02   | 0.09     |

## 같이 보기
- 번시 박씨